# Saint-Sauveur-d'Émalleville

Saint-Sauveur-d'Émalleville este o comună în departamentul Seine-Maritime, Franța. În 1 ianuarie 2022 avea o populație de 1.203 de locuitori.